# Audi A3
O Audi A3 é um hatchback médio de motor dianteiro transversal e tração dianteira ou integral, feito sobre a plataforma (esquema de encaixe de motor e suspensões) do VW Golf. Ele vem sendo produzido desde 1996, na Alemanha, e tinha a missão de ser o modelo de entrada da marca Audi, reconhecida por seu padrão de qualidade e refinamento de luxo.
A primeira geração do carro tinha 2 configurações de carroceria, 3 e 5 portas (no Brasil apenas a carroceria de 5 portas foi fabricada), não variando, contudo, o desenho do carro.
A segunda geração do modelo também reparte a plataforma com o VW Golf, mas com o Golf de 5a geração. Essa nova geração estreou no final de 2002, com configurações distintas de carroceria, um hatchback de 3 portas (duas para passageiros e uma para porta-malas) e uma de 5 portas (quatro para passageiros e uma para o porta-malas), porém esta última com desenho traseiro diferenciado da versão de 3 portas, com a linha do teto quase que retilínea em direção à traseira do carro. A versão 5 portas também recebeu nome diferenciado, A3 Sportback.
No Brasil, o Audi A3 de 1ª geração foi produzido em linha de montagem compartilhada com o VW Golf de 4a geração, desde 1999 até 2006 e contava com as motorizações 1.6 101 hp,1.8 125 hp e 1,8 Turbo (150, 180) e S3 importado com motor 210 e 225 hp tração quatro.
Na Europa, a gama de motores é bem maior e vai desde o pacato 1,6l ao 3,0l VR6 Turbo da Volkswagen.
O Audi A3 foi eleito pela revista Autoesporte o Carro do ano do Brasil de 2000.

## Primeira Geração (8L; 1996–2003)
O A3 (tipo 8L) foi introduzido no mercado europeu em 1996, marcando retorno da Audi para a produção de carros menores após o fim do Audi 50. Este foi o primeiro carro da Volkswagen Group a usar o modelo "PQ34" ou plataforma "A4", tendo uma semelhança natural, próximo ao seu contemporâneo, o Volkswagen Golf de 4ª geração. O carro foi inicialmente disponível apenas com uma versão de três portas hatchback, a fim de apresentar uma imagem mais esportiva do que o Golf, e ambos com tração dianteira e tração de quatro rodas. Todos os motores eram um de quatro cilindros em linha, e foram montados transversalmente. Depois do A4, o Audi A3 foi o segundo modelo da linha Audi a utilizar cinco válvulas por cilindro.
Em 1999, a Audi expandiu a gama com a introdução de versões mais poderosas: um 1.8 Turbo ,e de 1.9 TDI diesel. O A3 1.8T quattro (sistema de tração nas quatro rodas) tinha 150cv ou 180cv. Em 1999, a Audi também introduziu um corpo de cinco portas (fabricado no Brasil).
No final de 2000, a gama A3 foi reestilizado com novas lanternas e agrupamentos de luz, outras pequenas mudanças estéticas, um interior melhorado, e a introdução de um câmbio de seis marchas de câmbio manual, 1.8 Turbo e o novo 1.9 TDI, que gerava 130 cv.
O controle de estabilidade (ESP) e o freio com distribuição de força (ABS) tornou-se equipamento de série em alguns países.
Embora a primeira geração Audi A3 tenha sido substituída na Europa em 2003, o modelo continuou a ser vendido em alguns mercados. A produção do modelo da primeira geração foi interrompida no Brasil em 2006.

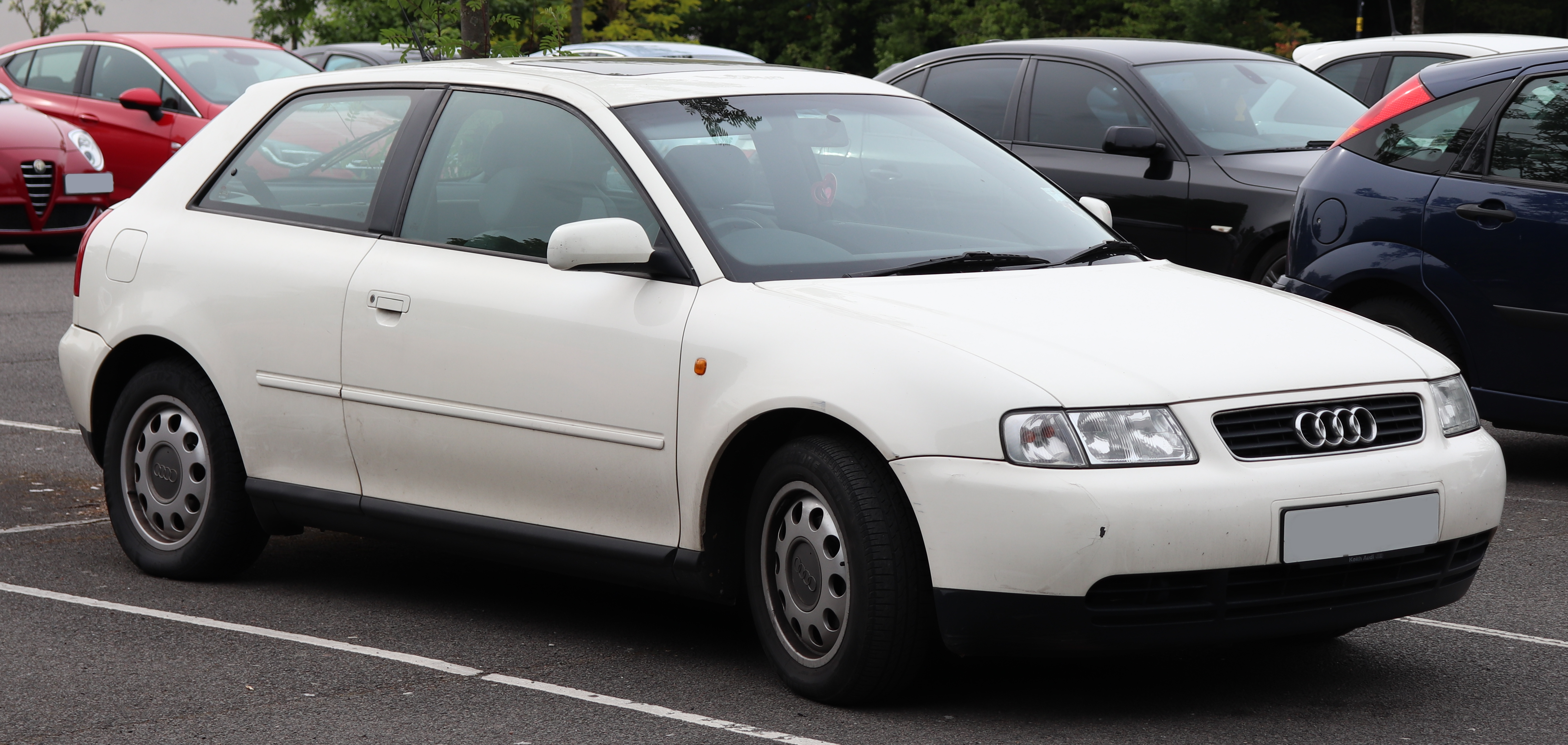
Antes do facelift
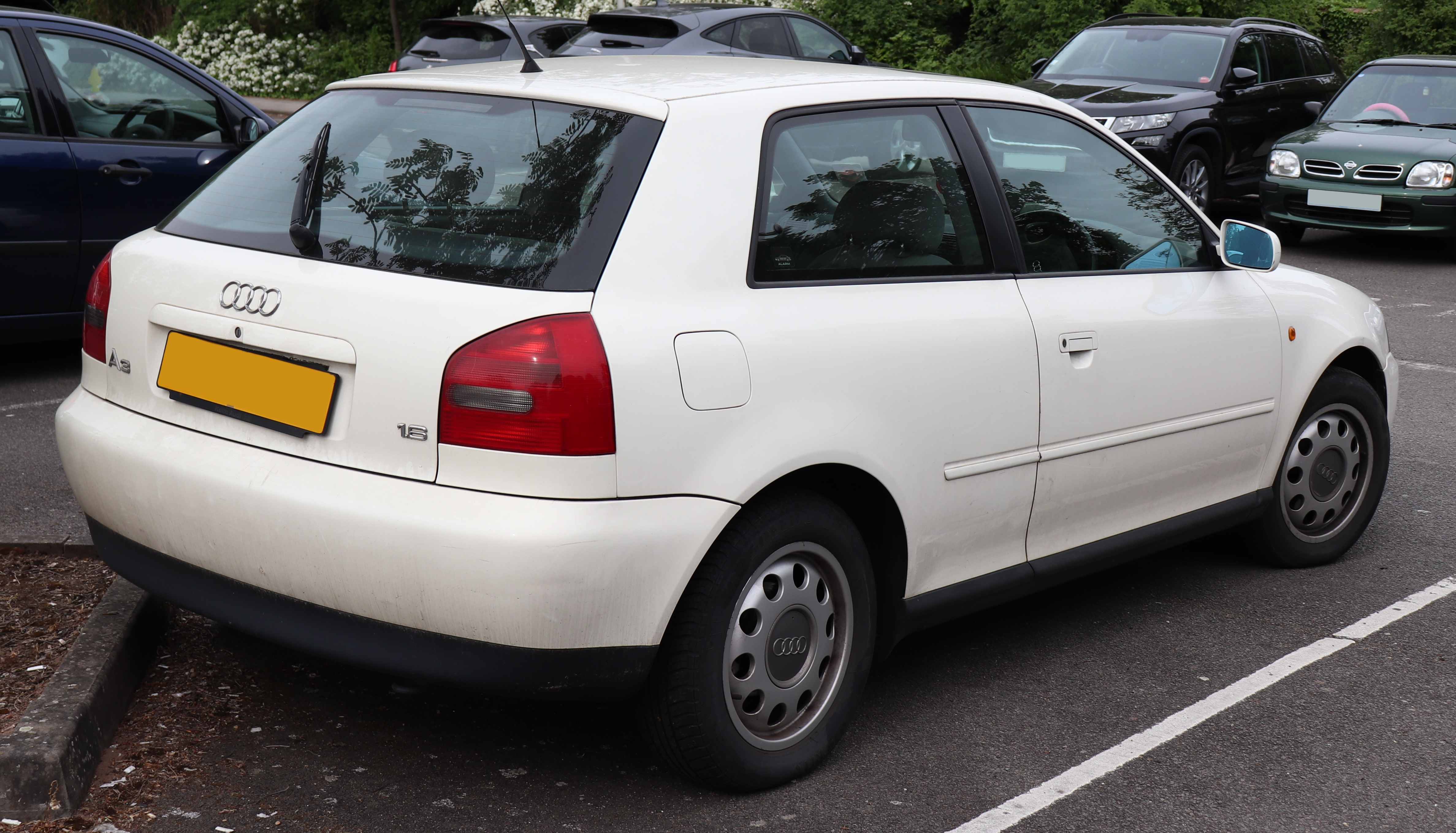
Antes do facelift

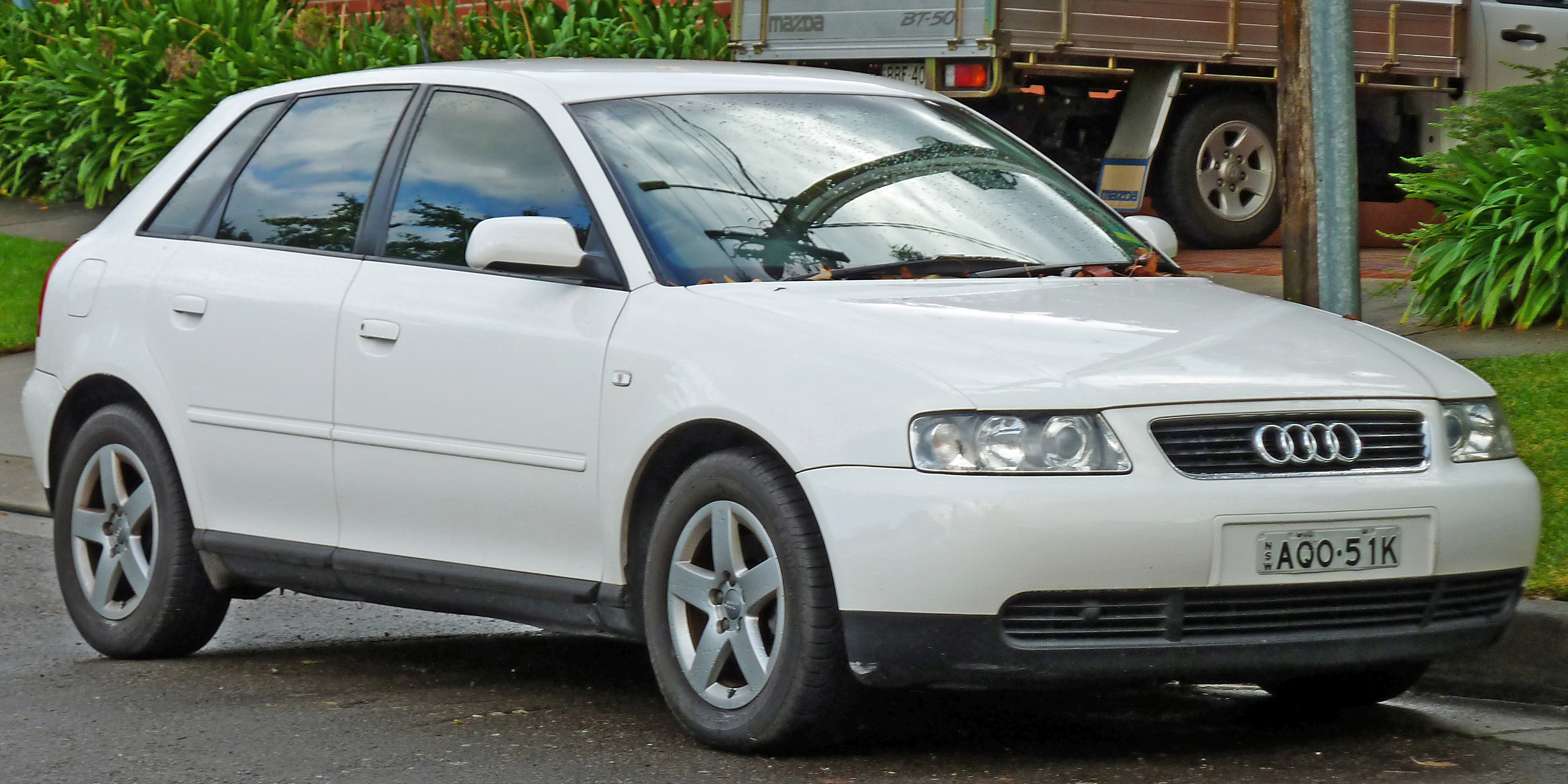
Depois do facelift
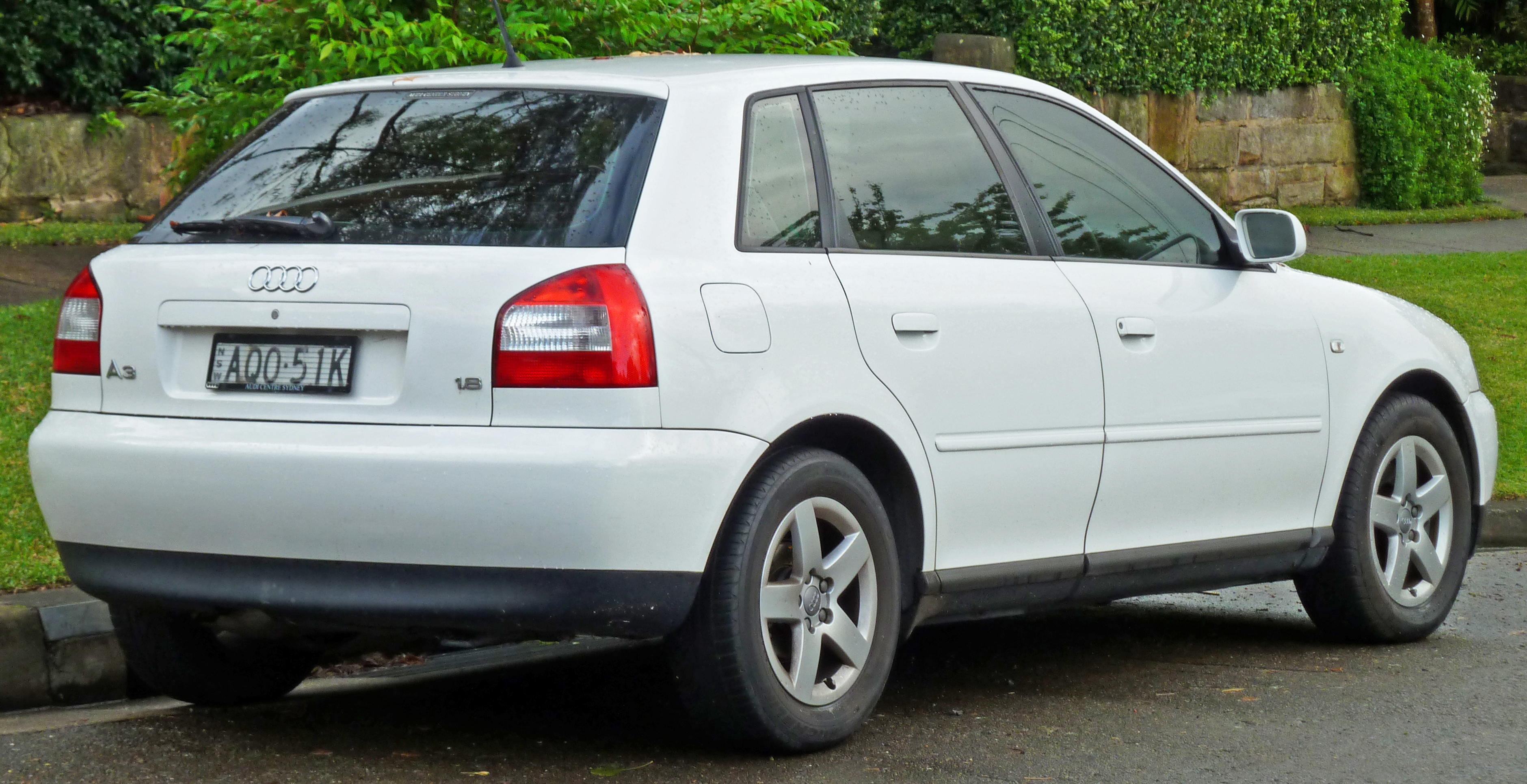
Depois do facelift

### Primeira geração S3 (8L): 1999 - 2003

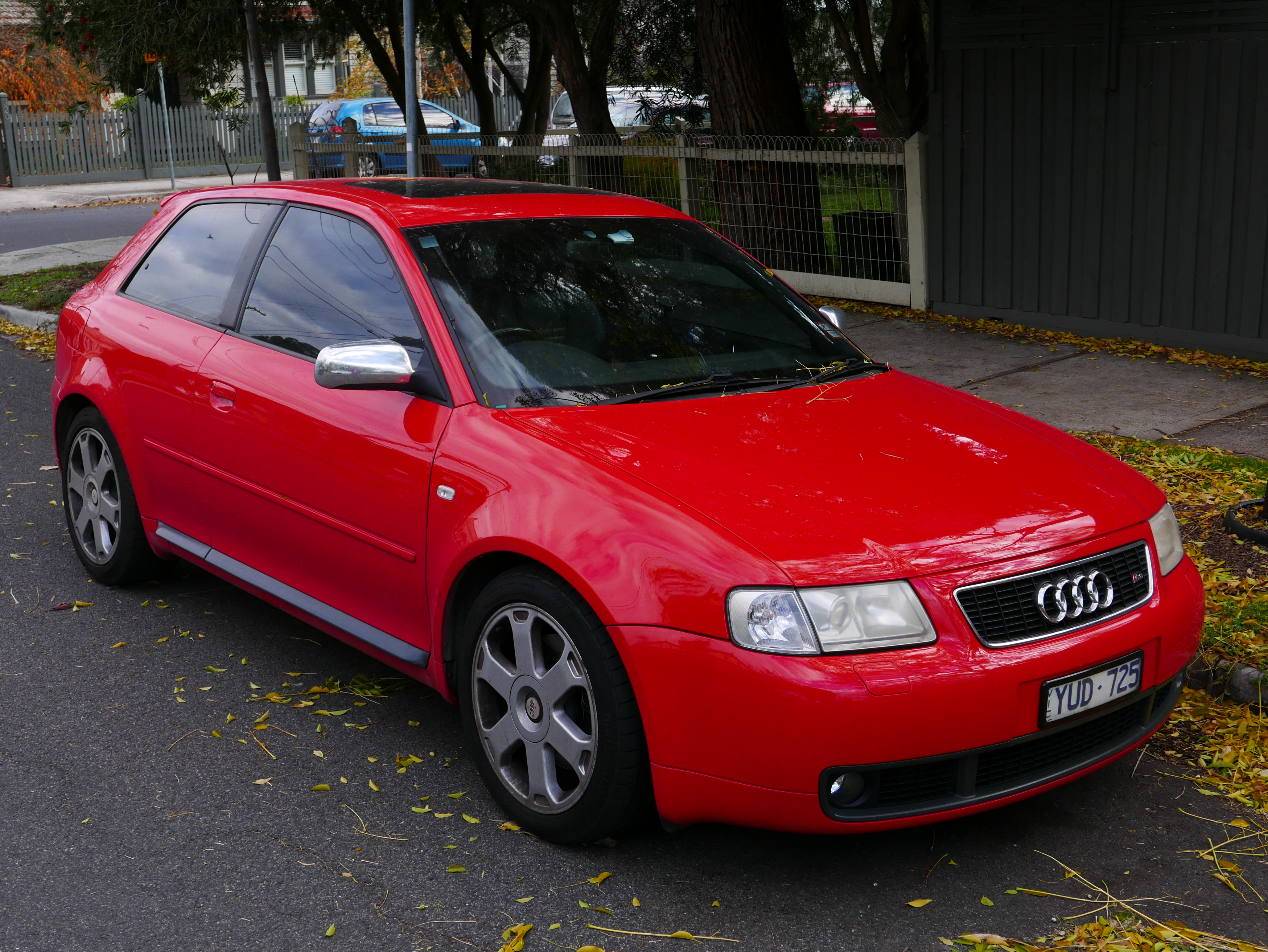
Audi S3 de 1999

A primeira geração S3 é construído sobre a mesma plataforma do Audi A3, VW Golf MK4, Audi TT, SEAT León e Škoda Octavia. O motor de quatro cilindros em linha 20 V de 1,8 L turboalimentado gasolina vem em duas versões de potência: 210 cv e 225 cv. Os primeiros modelos (1999-2001) tinham 210 cv que é dito ser um destunado Audi TT motor e foi especificamente reduzido para diminuir a concorrência com a marca mais poderosa TT. Mais tarde modelos (2001-2003) tinha comando de válvulas variável e 225 cv. O motor prevê um toque máximo 280 Nm (210 lbf.ft), a maior parte dos quais está disponível a partir de 2200 até 5500 rpm. Esta é a primeira vez que um pequeno motor de quatro cilindros tem sido usado em um carro Audi S-série.
Embora apelidada quattro, o S3 usa um sistema diferente de tração nas quatto rodas. A embreagem Haldex ajusta o uso do eixo traseiro de acordo com mudanças de aderência - a maior parte das vezes, funciona como um sistema de tração dianteira.
O S3 foi vendido no Reino Unido, Europa, México e Austrália, mas não foi oficialmente comercializado nos Estados Unidos.
O S3 foi atualizado em 2000, onde foi dado um par de faróis / indicador unidades, as diferentes alas frente, retaguarda e de luzes clusters algumas pequenas atualizações para remates interiores. Tinha havido pequenas alterações ao design anterior a este, incluindo relógio digital sobre o traço.

### Equipamento
Características principais incluem faróis de xenônio HID s com alta potência e ajuste automático de altura, faróis de neblina da frente, rodas de alumínio 17 polegadas "" Avus " com pneus 225/45R17, bancos de couro Recaro ajustáveis eletricamente, ar condicionado, alarme e de controle eletrônico de tração / estabilidade.
As opções incluem um sistema de som Bose, magazine para 6 CDs, pintura metálica, rodas de 18 polegadas RSTT, vidro, teto solar, centro braço resto, retrovisor rebatível automaticamente, sistema auxiliar de estacionamento, Bagagem líquido, bancos dianteiros aquecidos, controle de cruzeiro, porta de espelhos em alumínio tripas e parte couro / Alcântara (azul / prata / amarelo) combinação sede coberturas.

## Segunda geração S3 (8P): 2006 - 2012
A segunda geração Audi S3 é alimentado por um motor do grupo Volkswagen com turbo. Tal como acontece com todos os modelos S o desenho foi feito em casa-por 'quattro GmbH'; última RS modelos foram afinadas normalmente em colaboração com a Cosworth Technology (agora Mahle motopropulsor). O motor funcionalidades revista impulso / combustível mapeamento, aumentou turboalimentador maior dimensão e intercooler. A forma mais eficaz deste mecanismo largamente utilizado, e de quatro rodas motrizes, contribui para uma 0-62 mph tempo de 5,5 segundos e uma velocidade máxima limitada eletronicamente de 155 mph (250 km / h). O banco teve a Primavera classificação e amortecedores revista junto com o corpo kit. Tal como o seu antecessor, embora badged um quattro modelo, o S3 não empregam um Torsen center diferenciais (como em outros modelos comuns quattro), mas em vez utiliza o sueco Haldex no seu sistema de quatro rodas motrizes transmissão.
No Reino Unido, a S3 está preços mais elevados do que muitos rivais. BMW 130i's M Sport oferece 265 cv, mas é mais lento a 62 mph em 6,0 s. Outros carros de semelhante poder são um bom negócio mais baratos, os Volkswagen Golf R32 esportes 247 cv, com 0-62 mph alcançada em 6,5 segundos. O Astra VXR vem com menos potência - 240 cv - mas gere 0-62 mph em 6,5 s, enquanto que o SEAT León Cupra (2,0 T-FSI com 236 cv), Volvo C30 (225 cv 2,5-litro turbo inline-5), e Mazda 3 (2,3-litro motor turboalimentado com 256 cv) também fornecer a concorrência.
Audi afirmou o S3 não serão vendidos no Norte / América do Sul, embora esteja disponível no México. Razões gama de preços e de concorrência com o Volkswagen Golf R32 e / ou venda de roubar o novo Audi TT e devido à relação custo / eficácia no mercado norte-americano. Audi 2.0T quattro anunciou um modelo para o Norte / no mercado sul-americano em 2009/2010, devido a coincidir com a atualização do A3.

### Audi S3

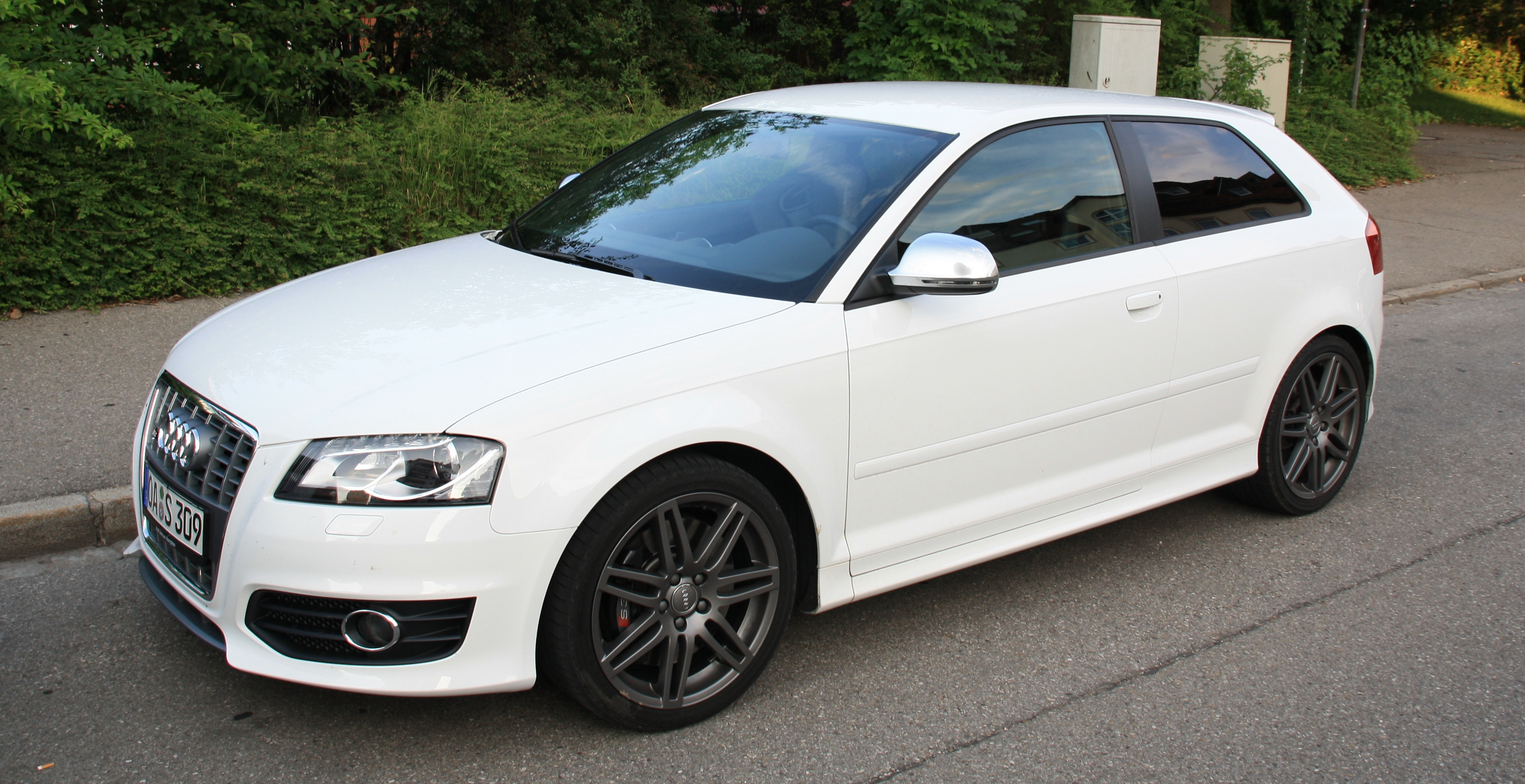
S3 segunda geração

A versão de 2006 é equipada com um motor 2.0 TFSI de 4 cilindros, com turbo e alimentação directa de combustível, capaz de gerar 265 cavalos de potência às 6.000 RPM, 40cv a mais  que a geração anterior, que possuía  um motor turbo de 1.8 litros. Com 35.7 kgfm de torque a partir das 2.500 RPM, mantendo-se até 5.000 RPM, possuí tração quattro permanente e  foi desenvolvida uma série de 2007 a 2010 com tração dianteira e caixa de câmbio de seis velocidades DSG de série. A velocidade final é limitada eletronicamente em 250 km/h e a aceleração de 0 a 100 km/h é feita em apenas 5.7 segundos.

## Terceira geração (2012-2020)

### Segurança
O EuroNCAP testou a primeira geração do Audi A3, 3 portas hatchback com airbags frontais e cintos de segurança pré-tensores como padrão, marcou-o em conformidade:
- Ocupantes Adultos  25 points.
- Pedestres  12 points.[3]

## Vendas
| Ano  | Brasil |
| ---- | ------ |
| 2014 | 2.834  |
| 2015 | 6.408  |
| 2016 | 3.683  |
| 2017 | 2.819  |
| 2018 | 1.991  |

| Ano  | Brasil |
| ---- | ------ |
| 2008 | 832    |
| 2009 | 769    |
| 2010 | 1.152  |
| 2011 | 923    |
| 2012 | 522    |
| 2013 | 1.026  |
| 2014 | 1.847  |
| 2015 | 1.196  |
| 2016 | 237    |
| 2017 | 334    |
| 2018 | 190    |

## Prêmios
- (2006) Carro do ano na África do Sul
- (2000) Autoesporte: prêmio Carro do ano no Brasil[2]
- (1997) Auto Motor und Sport: prêmio Die besten Autos[20]
- (1997) Auto Zeitung: prêmio Auto Trophy[21]
- (1996) Bild am Sonntag: prêmio Das Goldene Lenkrad[20]